# Groot en Klein Oud-Aa
Het  Groot en Klein Oud-Aa was een waterschap (polder) in de voormalige gemeenten Breukelen en Ruwiel, in de Nederlandse provincie Utrecht.